# Roger Bradshaigh (3e baronnet)
Robert Bradshaigh, 3e baronnet de Haigh Hall près de Wigan est un propriétaire terrien anglais et un homme politique conservateur qui a siégé à la Chambre des communes pendant 52 ans, de 1695 à 1747.

## Biographie

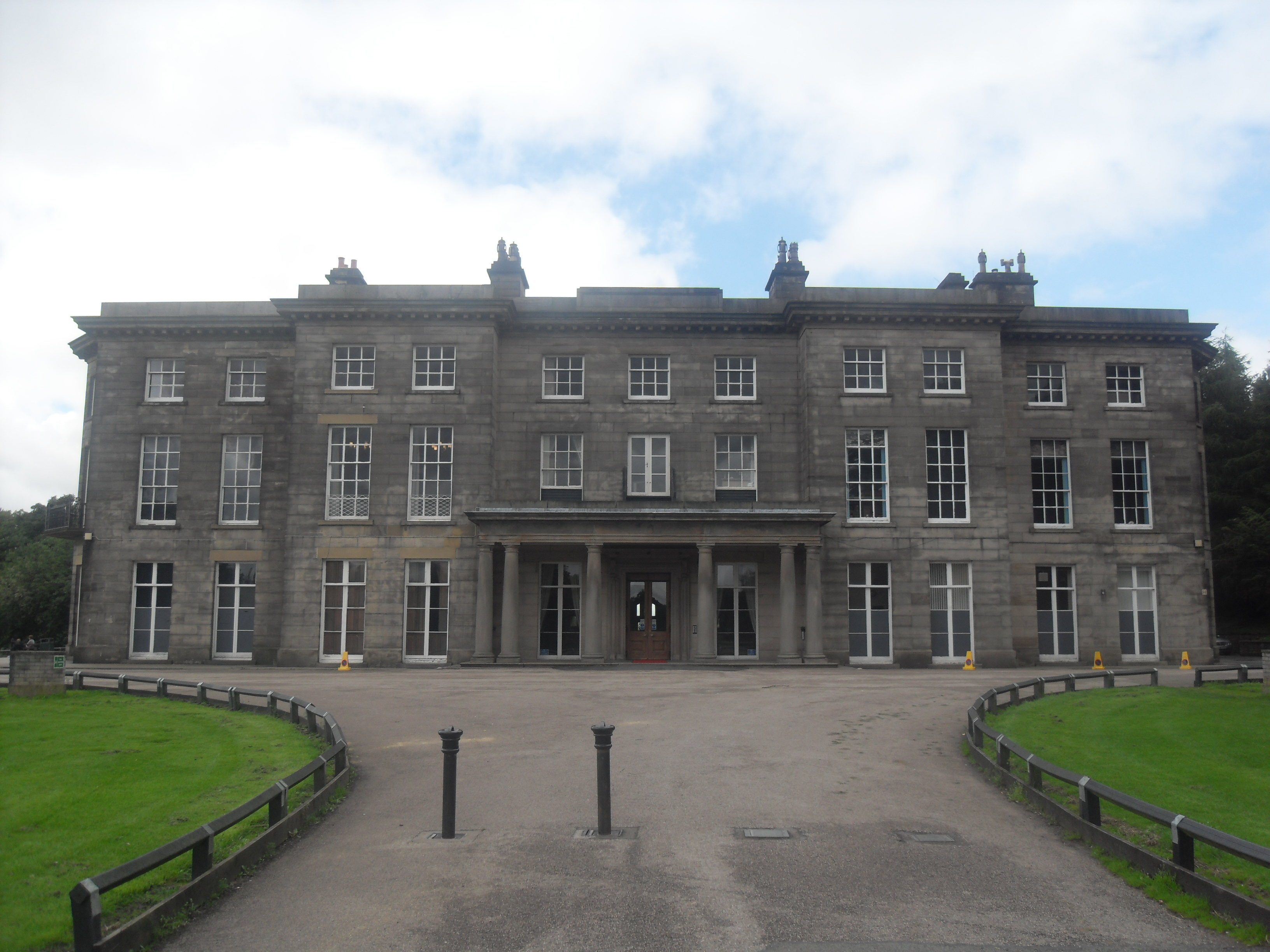
Haigh Hall reconstruit en 1840

Il est le fils aîné de Roger Bradshaigh, 2e baronnet de Haigh et de sa femme Mary Murray, fille de Henry Murray de Berkhamsted, Hertfordshire et est baptisé le 29 avril 1675. Il est éduqué à la maison et à l'école Ruthin. Il succède à son père à Haigh Hall et comme baronnet le 17 juin 1687.
Il est élu député de Wigan à l'élection générale anglaise de 1695 . Il siège jusqu'en 1747 et est le doyen de la Chambre des communes de 1738 à 1747.
Il est maire de Wigan pour 1698, 1703, 1719, 1724 et 1729.
Il épouse, en 1697, Rachel, fille de John Guise, deuxième baronnet, député d'Elmore, Gloucestershire, et a quatre fils et deux filles. En 1742, il cède Haigh Hall à son fils aîné, Roger Bradshaigh, 4e baronnet. Il meurt en 1747.